# Don Omar
William Omar Landrón Rivera (Carolina, 10 februari 1978) is een Puerto Ricaanse reggaetonartiest en acteur. Zijn artiestennaam luidt Don Omar. Samen met Lucenzo bracht hij onder meer het nummer Danza Kuduro uit, dat op 30 juli 2011 de nummer 1-positie van de Nederlandse Top 40 op Radio 538 bereikte en stond eveneens op nummer 1 in de Mega Top 50 op NPO 3FM.

## Biografie
Don Omar is een van de grondleggers van reggaeton. Zijn muziek wordt met name in Zuid-Amerika beluisterd. Dankzij de immigratie van Hispanics naar de Verenigde Staten werd zijn muziek ook daar populair. Don Omars nummers zijn doorgaans Spaanstalig.
Don Omar werkte samen met Daddy Yankee, Wisin & Yandel en Tego Calderón. Zijn debuutalbum The Last Don werd 350.000 keer verkocht in Zuid-Amerika. Zijn grootste commerciële succes daarvan was het nummer Dale don Dale uit 2003.
Don Omar bracht in Europa onder meer de nummers Salió el Sol, Conteo (met Juelz Santana, op de soundtrack van de film The Fast and the Furious: Tokyo Drift), Angelito en Danza Kuduro (Als soundtrack voor het vijfde deel in de Fast and the Furious-reeks: Fast Five) uit.

## Discografie

### Albums
| Album met eventuele hitnotering(en) in de Nederlandse Album Top 100 | Datum van verschijnen | Datum van binnenkomst | Hoogste positie | Aantal weken | Opmerkingen |
| ------------------------------------------------------------------- | --------------------- | --------------------- | --------------- | ------------ | ----------- |
| The last Don                                                        | 2003                  | -                     |                 |              |             |
| The last Don: live                                                  | 2004                  | -                     |                 |              |             |
| King of kings                                                       | 2006                  | -                     |                 |              |             |
| Los Bandoleros Reloaded                                             | 2006                  | -                     |                 |              |             |
| Presenta el pentagona                                               | 2007                  | -                     |                 |              |             |
| iDon                                                                | 2009                  | -                     |                 |              |             |
| Meet the orphans                                                    | 2010                  | -                     |                 |              |             |
| The Last Don 2                                                      | 2015                  | -                     |                 |              |             |
| The Last Album                                                      | 2019                  | -                     |                 |              |             |

### Singles
| Single met eventuele hitnotering(en) in de Nederlandse Top 40 | Datum van verschijnen | Datum van binnenkomst | Hoogste positie | Aantal weken | Opmerkingen                                                     |
| ------------------------------------------------------------- | --------------------- | --------------------- | --------------- | ------------ | --------------------------------------------------------------- |
| Reggaeton latino                                              | 2005                  | -                     |                 |              | Nr. 76 in de Single Top 100                                     |
| Danza kuduro                                                  | 2011                  | 16-07-2011            | 1(7wk)          | 18           | met Lucenzo / Nr. 1 in de Single Top 100 / Soundtrack Fast Five |

| Single met hitnotering(en) in de Vlaamse Ultratop 50 | Datum van verschijnen | Datum van binnenkomst | Hoogste positie | Aantal weken | Opmerkingen                               |
| ---------------------------------------------------- | --------------------- | --------------------- | --------------- | ------------ | ----------------------------------------- |
| Danza kuduro                                         | 2011                  | 02-07-2011            | 7               | 21           | met Lucenzo / Soundtrack Fast Five / Goud |